# Верховный Совет Таджикской ССР

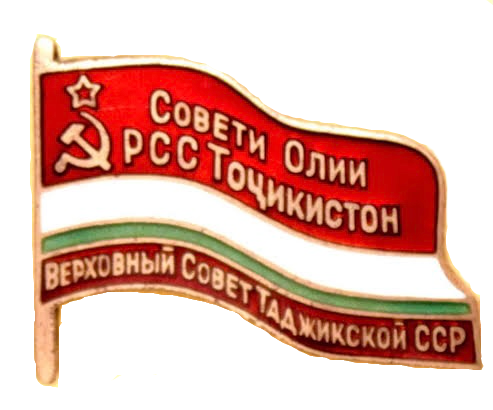
Значок депутата Верховного Совета Таджикской ССР

Верховный Совет Таджикской Советской Социалистической Республики (тадж. Совети Олии РСС Тоҷикистон), после 1994 года Верховный совет Республики  Таджикистан (тадж. Шӯрои Олии ҶШС Тоҷикистон) — высший однопалатный орган государственной власти Таджикской ССР и независимой Республики Таджикистан (с 9 сентября 1991), действовавший с 1937 по 1994 год.
Избирался ранее на 4 года, а по Конституции 1978 года — на 5 лет, по норме 1 депутат от 8000 жителей. В период между сессиями Верховного Совета высшим органом государственной власти являлся Президиум Верховного Совета Таджикской ССР. Верховный Совет образовывал правительство республики — Совет Министров республики, принимал законы Таджикской ССР и др.

## Созывы
1 созыв: 13 июля 1938 — 8 августа 1946

2 созыв: апрель 1947 — апрель 1951

3 созыв: март 1954 — октябрь 1954

4 созыв: 28 марта 1955 — 13 января 1959

5 созыв: 27 марта 1959 — 22 декабря 1962

6 созыв: 28 марта 1963 — 27 декабря 1966

7 созыв: 19 апреля 1967 — 18 декабря 1970

8 созыв: 29 июня 1971 — 27 декабря 1974

9 созыв: 3 июля 1975 — 14 декабря 1979

10 созыв: 25 марта 1980 — 13 декабря 1984

11 созыв: 29 марта 1985 — 23 ноября 1989

12 созыв: 29 марта 1990 — 6 декабря 1994

## Руководство

### Председатели Верховного Совета Таджикской ССР
- Ашуров, Нигмат (13 июля 1938 — 1945)
- Пулатов, Таир Пирмухамедович (июнь 1945—1952)
- Хасанов, Абдувахид (? — 17 августа 1961)
- Миршакар, Мирсаид (17 августа 1961 — 3 июля 1975)
- Джураев, Кандил Шарипович (3 июля 1975 — 25 марта 1980)
- Хасанов, Усман Хасанович (25 марта 1980 — 29 марта 1985)
- Назаров, Талбак (29 марта 1985 — 18 ноября 1988)
- Табаров, Муратали Сафарович (18 ноября 1988 — 12 апреля 1990)

### Председатели Президиума Верховного Совета Таджикской ССР
- Шагадаев, Мунавар (15 июля 1938 — 29 июля 1950)
- Додхудоев, Назаршо (29 июля 1950 — 25 мая 1956)
- Рахматов, Мирзо Рахматович (25 мая 1956 — 28 марта 1963)
- Холов, Махмадулло Холович (29 марта 1963 — 17 февраля 1984)
- Паллаев, Гаибназар Паллаевич (17 февраля 1984 — 12 апреля 1990)

### Председатели Верховного Совета Таджикской ССР в 1990—1991 гг.
В апреле 1990 года Президиум Верховного совета Таджикской ССР был расформирован и его функции переданы Председателю Верховного совета. Таким образом, при сходном названии, должность Председателя Верховного совета Таджикской ССР в 1990—1991 годах по содержанию весьма отличалась от одноимённой должности до 1990 года.
- Махкамов, Кахар Махкамович (12 апреля — 30 ноября 1990)
- Аслонов, Кадриддин Аслонович (30 ноября 1990 — 23 сентября 1991)
- Набиев, Рахмон Набиевич (23 сентября — 2 декабря 1991)
- Кенджаев, Сафарали Кенджаевич (2 декабря 1991 — 22 апреля 1992)
- Искандаров, Акбаршо Искандарович (11 августа — 19 ноября 1992)